# Calamus pseudofeanus
Calamus pseudofeanus är en enhjärtbladig växtart som beskrevs av S.K.Basu. Calamus pseudofeanus ingår i släktet Calamus och familjen Arecaceae. Inga underarter finns listade i Catalogue of Life.